# Мінога струмкова кернська
Мінога струмкова кернська (Entosphenus hubbsi) — вид міног, що поширені в водоймах Сполучених Штатів Америки. Довжина тіла — до 14 см. Відомі тільки з двох невеликих річок Каліфорнії.